# 坐月子
坐月子是婦女在生產過後休息調養身心的習俗，在中國傳統時間約一個月，故稱為坐月子。粵語稱坐月，臺語稱做月內，客家話稱做月，中原官話稱坐月子或稱作月子，日語稱產後之肥立（産後の肥立ち），韓語稱為三七（삼칠、，即21日），印度稱為jaappa。依各地民情風俗不同，也有四十天、兩個月和一百天的差别。坐月子實際上是一種特別的對產婦的护理和照顧方式。

## 習俗

### 華人
在廣東及附近的一些地區，產婦坐月子到了第12天之後（由嬰兒出生當天起計12天），親友才可以探望產婦及嬰兒，該天稱為「十二朝」。廣東人也在該天開始派發薑醋。而有些家庭會根據其家鄉的習慣舉行儀式，如拜祭祖先。
某些地區流行"頭三胎靠婆家"的習俗, 意指頭三胎要由婆家準備所有坐月子需要的物品及開銷。

### 韓國
除了請月嫂進進行一對一的照護，在家進行產後調理外，也可前往「產後調理院」，但費用高昂。

### 越南
在越南只有華人，以及一些跟中國跨界的種族，需要坐月子，此習俗為當地華裔獨有，本土越族京族以及南島民族，無此習俗。

### 其他
中國古代少数民族婦女，生完孩子便起來做事。由男性代替坐月子的习俗。

## 批评
现代医学认为，中国传统观念中的坐月子并非全部合理，如“不吃盐”实际上会加重身体脱水。因為鹽分會隨著排尿而自然代謝，不吃鹽容易導致體內電解質與滲透壓不平衡，而引發脫水現象。另酒精理論上有可能会通过母乳影响婴儿的正常發育。